# رونالدو انغليم
رونالدو انغليم (بالبرتغالية: Ronaldo Angelim‏) (26 نوفمبر 1975 بجوازيرو دو نورتي في البرازيل - ) هو لاعب كرة قدم برازيلي في مركز الدفاع. لعب مع نادي سيارا ونادي فلامنغو ونادي إيكاسا ونادي غريميو بارويري ونادي إيتوانو ونادي فورتاليزا.

## وصلات خارجية
- رونالدو انغليم على موقع قاعدة بيانات كرة القدم.إي يو (الإنجليزية)
- رونالدو انغليم على موقع Soccerway.com (الإنجليزية)
- رونالدو انغليم على موقع عالم كرة القدم.نت (الإنجليزية)